# Radu Sîrbu
Radu Sîrbu, aussi connu sous les noms de Radu Sârbu, RadU et Picasso, est un chanteur et producteur moldave, né le 14 décembre 1978 à Peresecina, en République socialiste soviétique moldave (Union soviétique). Il est surtout connu pour avoir été membre du groupe de pop O-Zone. 

## Biographie et carrière
Radu Sîrbu est né le 14 décembre 1978 à Peresecina, dans l'actuelle Moldavie. Il passe son enfance dans sa ville natale, mais s'installe ensuite à Orhei, puis à Bălți pendant un certain temps. Il retourne après sa troisième à Peresecina afin de terminer le lycée. Au cours de sa seconde et de sa première, il travaille en tant que DJ à la discothèque de son père et organise des spectacles de théâtre musical avec son studio « Artshow », qu'il a créé pour les enfants et les adolescents. En 1996, après avoir obtenu son diplôme, il commence ses études au Conservatoire de musique de Chișinău, et donne à côté des cours de chant aux enfants.

### O-Zone
En 2001, Dan Bălan organise une audition pour créer le groupe O-Zone. Ce dernier se composait au début de Dan et de son ami Petru Jelihovski, mais même après que Petru a abandonné, Dan désirait toujours continuer sa carrière musicale. Arsenie Todiraș (surnommé « Arsenium ») avait auditionné avec succès, puis Radu rejoignit le groupe pour en devenir le troisième et dernier membre. 
O-Zone devient extrêmement populaire en Moldavie, ainsi que dans le pays voisin, la Roumanie. Avec la sortie de deux albums ayant atteint le sommet des charts, Number 1 en 2002 et DiscO-Zone en 2004, le groupe est constamment diffusé sur les radios de toute l'Europe, attirant de nombreux fans.
La musique dance-pop d'O-Zone se composait de paroles et de rythmes accrocheurs, capables de dépasser les barrières de la langue. Comme Radu l'a dit lui-même, leurs chansons ont « des émotions positives ». O-Zone devient plus tard populaire en France, Italie, Allemagne, au Mexique et au Royaume-Uni. Leurs succès populaires incluent Despre tine et Dragostea din tei. Plus tard, Gary Brolsma du New Jersey réalise une vidéo avec la chanson Dragostea din tei, intitulée Numa Numa. La vidéo de Gary devient un phénomène Internet et permet au groupe de se faire connaître aux États-Unis.
En janvier 2005, Dan, Arsenie et Radu annoncent qu'O-Zone se sépare, décidant plutôt de se concentrer sur leurs carrières solo respectives. À l'instar de Dan en Amérique faisant du rock avec son groupe Balan et Arsenie se lançant en Allemagne sous le nom d'Arsenium, Radu travailla également sur son projet solo. En 2005, il collabore avec DJ Mahay et sort une chanson intitulée Dulce. RadU (dont le nom de scène s'écrit désormais de cette façon) réalise un clip de sa chanson Whap-pa. Il sort son album Alone en 2006. Plus tard, il sort le single Doi străini accompagné d'un clip. 
En 2007, Arsenium et Radu se réunissent pour sortir le single July.

### Projet MR. & MS
À partir de mars 2008, Radu travaille sur un projet appelé MR. & MS avec son épouse Ana, dont le nom jusqu'à présent avait été gardé secret. En juin 2008, il apparaît dans le talk-show roumain Teo sur Antena 1 où il révèle que la chanteuse est son épouse. Ils sortent le single Love Is Not a Reason to Cry fin mars 2008. MR. & MS ont aussi sorti un album, intitulé Heartbeat, en 2008. Le couple a réalisé de nombreux spectacles, et apparaît dans Dansez Pentru Tine, effectuant un numéro de danse pour une œuvre de charité, en particulier pour un enfant talentueux n'ayant pas suffisamment d'argent pour assister à des cours de danse.

### En tant que producteur
Peu de temps après la sortie de son premier album avec MR. & MS, Radu a commencé à travailler avec DJ Layla, et ensemble, ils ont produit la chanson Single Lady chantée par DJ Layla en duo avec Alissa. Les paroles ont été coécrites par Radu et Ana Sîrbu. Un clip est sorti et Single Lady a atteint la première place sur Europa Plus (Moscou). Radu a également sorti un deuxième single avec DJ Layla, City Of Sleeping Hearts et sorti un clip vidéo en collaboration avec de nombreuses voix nouvelles ou bien connu faisant partie du même projet : « Wild Rose Project ». Toutes les chansons sont composées et produites par Radu Sirbu, et la voix principale du projet est Radu lui-même. Le premier single du projet, nommé Ecstasy, est en collaboration avec Dee-Dee.

## Discographie
Albums
- Avec O-Zone
  - 2002 : Number 1
  - 2004 : DiscO-Zone
- En solo
  - 2006 : Alone
- Avec MR. & MS
  - 2008 : Heartbeat